# Лепешинская, Анастасия Юрьевна
Анастасия Юрьевна Лепешинская — (Красноярск, Россия) — оперная певица (меццо-сопрано). Солистка Московского театра «Новая Опера» имени Е. В. Колобова.

## Биография
Анастасия родилась в городе Красноярске в семье инженера и медицинского работника. Уже в детском саду Лепешинская была увлечена игрой на пианино. Музыкальный руководитель детского сада Эльза Алексеевна обратила внимание на талант девочки и убедила родителей записать на занятия в музыкальную школу
В юношеском возрасте Анастасия активно участвовала в детско-юношеском хоре «София» под руководством О. К. Русаковой. Летом 1996 года хор работал в постановке оперы Моцарта «Волшебная флейта» на выезде в Швейцарии. Именно после этих гастролей Лепешинская определилась со своим будущим стать оперной певицей.
Лепешинская подготовилась и прошла успешное прослушивание у профессора и заведующей кафедрой академического вокала Красноярского государственного института искусств Екатерины Иофель, которая помогла сразу же поступить на первый курс учебного заведения. В классе Иофель Лепешинская была самой молодой студенткой.

## Карьера
После завершения учёбы стала солисткой Красноярского театра оперы и балета и продолжала работать до 2012 год. В составе труппы принимала участие в гастрольных турах в различные страны, включая Россию, Англию, США, Сербию, Китай и Таиланд. Как приглашённая солистка выступала на сценах многих театров России и ближнего зарубежья.
Анастасия неоднократный лауреат и призёр международных конкурсов вокалистов. В 2011 году она удостоилась третьей премией на II Международном конкурсе молодых оперных певцов имени М. Михайлова, а также стала лауреатом I премии на Международном конкурсе вокалистов «Романсиада» в Москве. Является лауреатом первой премии на конкурсе вокалистов XXVII Собиновского музыкального фестиваля и лауреатом второй премии на конкурсе имени Карло Дзампиги в Галиато в Италии.
За исполнение партии Иоанны в опере П. И. Чайковского «Орлеанская дева» Анастасия в 2016 году была номинирована на высшую национальную театральную награду — премии «Золотая маска», в номинации «Лучшая женская роль в опере».
Исполнив партию Кармен на сцене Красноярского театра оперы и балета была отмечена критиками как самая яркая и харизматичная молодая певица: 
```
«Эта партия сложна не только вокально, но и своей масштабностью. Петь её нужно с умом. Необходим опыт и умение грамотно распределять силы, а ещё нужно суметь сыграть этот сложный образ, чтобы зрителю передались все чувства столь противоречивой натуры».
```

С 2012 по 2017 годы работала в Челябинском академическом театре оперы и балета имени М. И. Глинки. Лепешинская выступала на сценах театров оперы и балета Саратова, Магнитогорска, Астрахани, Новосибирска, гастролировала в Великобритании, США, Сербии, Китае, Таиланде.
Участница многих музыкальных фестивалей: иркутского «Звезды на Байкале», «Видеть музыку» (Москва), «Крещенский фестиваль» (Москва), в Нижнем Новгороде «Болдинская осень», в Москве «Пространство Оперы» (Москва), фестивали в Ростове, Красноярске, Новосибирске.
С 2017 года работает в Московском театре Новая опера имени Е. В. Колобова.
Сотрудничала со многими известными дирижёрами: Михаил Татарников, Дмитрий Юровский, Фабио Мастранджело, Павел Смелков, Владимир Урюпин, Алексей Богорад, Антон Гришанин, Михаил Гюттлер и другие. Работала с режиссёрами-постановщиками: Александром Титель, Василием Бархатовым, Юрием Александровым и другими.

## Репертуар
- Бизе — «Кармен», (Кармен);
- Римский-Корсаков — «Царская невеста», (Любаша);
- Россини — «Севильский цирюльник», (Розина);
- Россини — «Золушка» (Золушка);
- Верди — «Аида», (Амнерис);
- Верди — «Трубадур», (Азучена);
- Чайковский — «Орлеанская дева», (Иоанна);
- Гуно — «Фауст», (Зибель);
- Моцарт — «Свадьба Фигаро», (Керубино);
- Пуччини — «Мадам Баттерфлай», (Сузуки);
- Чайковский — «Пиковая дама», (Полина, Миловзор);
- Чайковский — «Евгений Онегин», (Ольга);
- Верди — «Риголетто», (Маддалена).

## Награды
- лауреат конкурса оперных певцов имени Карло Дзампиги (II премия, Галеата, Италия, 2016)
- лауреат премии Законодательного Собрания Челябинской области в сфере культуры и искусства (2016)
- лауреат Областного фестиваля профессиональных театров «Сцена-2015» в номинации «Исполнение оперной партии» (за исполнение партии Иоанны в спектакле «Жанна Д’Арк» по опере «Орлеанская дева» П. И. Чайковского, Челябинск, 2015)
- лауреат премии «Золотая лира» (Челябинск, 2015)
- лауреат Конкурса вокалистов XXVII Собиновского музыкального фестиваля (I премия, Саратов, 2014)
- лауреат II Международного конкурса молодых оперных певцов памяти М. Д. Михайлова (III премия, Чебоксары, 2011)
- лауреат фестиваля «Театральная весна» в номинации «Лучшая женская роль второго плана в музыкальном спектакле» за партию Ольги («Евгений Онегин» П. И. Чайковского, Красноярск, 2009)
- лауреат краевого фестиваля «Театральная весна» в номинации «За создание убедительного вокально-сценического образа» за исполнение партий Сузуки («Мадам Баттерфляй» Дж. Пуччини) и Лёля («Снегурочка» Н. А. Римского-Корсакова),Красноярск, 2008
- лауреат XI Международного конкурса молодых исполнителей русского романса «Романсиада» (I премия, Москва, 2007)